# Nati nel 1312
| Questa pagina contiene informazioni ricavate automaticamente dalle voci biografiche con l'ausilio del template Bio e di un bot. L'aggiornamento è periodico e automatico e ricostruisce completamente la pagina. Se manca una persona in questa lista, sei pregato di non aggiungerla, ma accertati piuttosto che la sua voce biografica contenga il template Bio e che i dati anagrafici siano correttamente compilati. Se il template Bio manca, inseriscilo tu stesso o, in alternativa, metti l'avviso {{tmp\|Bio}} che ne segnala la mancanza. Se i dati riportati sono sbagliati, correggi direttamente la voce biografica; le modifiche saranno visibili in questa lista entro pochi giorni. Per chiarimenti vedi il progetto biografie. La lista contiene solo le 12 persone che sono citate nell'enciclopedia e per le quali è stato implementato correttamente il template Bio. Pagina aggiornata al 13 gen 2025. |

- 28 agosto - Enrico XV di Baviera, nobile tedesco († 1333)
- 13 novembre - Edoardo III d'Inghilterra, re britannico († 1377)
- Petro Azario, storico italiano
- William Donn de Burgh, nobile irlandese († 1333)
- Iacopo Bussolari, religioso italiano († 1380)
- Guglielmo d'Aragona, duca († 1338)
- Guido II di Namur, marchese († 1336)
- Gregorio Preljub, generale serbo († 1355)
- Agnes Randolph, contessa scozzese († 1369)
- Umberto II del Viennois, nobile francese († 1355)
- Zanobi da Strada, scrittore e letterato italiano († 1361)
- Agnolo di Ventura, scultore e architetto italiano († 1349)